# امیلی و جست‌وجو
امیلی و جست‌وجو (انگلیسی: Emily's Quest) رمانی از لوسی ماد مونتگومری و آخرین جلد از سه‌گانهٔ امیلی است. مونتگومری پس از به پایان رساندن رمان امیلی و صعود، نوشتن امیلی و جست‌وجو را متوقف کرد و قلعه آبی را منتشر کرد؛ او نوشتن این رمان را در سال ۱۹۲۷ از سر گرفت و در همان سال آن را منتشر کرد.
حق نشر امیلی و جست‌وجو در ایالات متحده در سال ۱۹۵۵ تازه‌سازی شد. این رمان در سال ۲۰۲۳ تحت مالکیت عمومی قرار گرفت.

## مجموعه
| شماره | کتاب            | انتشار | سن امیلی | سن امیلی |
| ----- | --------------- | ------ | -------- | -------- |
| ۱     | امیلی در نیومون | ۱۹۲۳   | ۱۰ – ۱۳  | کودک     |
| ۲     | امیلی و صعود    | ۱۹۲۵   | ۱۳ – ۱۷  | نوجوان   |
| ۳     | امیلی و جست‌وجو  | ۱۹۲۷   | ۱۷ – ۲۸  | جوان     |